# Erwin Sedlmayr
Erwin Siegfried Sedlmayr (* 26. April 1942 in Gantenham bei Oberbergkirchen; † 31. Januar 2022 in Haag in Oberbayern) war ein deutscher Astrophysiker und Hochschullehrer an der TU Berlin.

## Leben
Sedlmayr studierte Physik, Astronomie und Philosophie an der Universität Erlangen und an der Universität Heidelberg, an der er 1972 promoviert wurde (Dissertation: Über die Bildung von Fraunhoferlinien bei Abweichungen vom lokalen thermodynamischen Gleichgewicht, dargestellt am Beispiel der infraroten OI-Linien im Sonnenspektrum) und sich 1977 habilitierte (Habilitationsschrift: Dynamische Entwicklung von HII-Gebieten globale Entwicklung und Transportprozesse). Seit 1980 war er Professor für Astronomie und Astrophysik an der Technischen Universität Berlin. Von 1986 bis 2000 war er dort geschäftsführender Direktor des Instituts für Astronomie und Astrophysik und von 2000 bis 2008 Leiter des Berliner Zentrums für Astronomie und Astrophysik an der TU Berlin. Er war noch bis 2009 als Seniorprofessor tätig, bevor er in den Ruhestand ging.
Er befasste sich besonders mit interstellarem Staub, dessen Entstehung und Rolle bei der Sternentstehung. Mit Klaus Beuermann und Roland Wielen sagte er 1983 die Existenz polyaromatischer Kohlenwasserstoffverbindungen im interstellaren Staub voraus, was damals auf Ablehnung stieß, aber später bestätigt wurde.
Sedlmayr war Mitglied im Beirat des Vorstands der Wilhelm-Foerster-Sternwarte in Berlin-Schöneberg, zu deren Ehrenmitglied er ernannt wurde. Seit den 1980er Jahren wurden zahlreiche seiner Studierenden an den technischen Einrichtungen des Planetariums am Insulaner und der Sternwarte ausgebildet.
Seit 1990 war Sedlmayr Mitglied des Präsidiums der Guardini Stiftung und ab 1999 Vorsitzender des neu gegründeten Fachbeirats Transdisziplinäre Wissenschaften. Von 1999 bis 2002 war er Vorsitzender der Astronomischen Gesellschaft.

## Schriften (Auswahl)
- Strahlungsprozesse und Optik in der Relativitätstheorie, in: Bergmann-Schaefer Lehrbuch der Experimentalphysik, Band 3, De Gruyter 2004
- mit Joachim Krautter, Karl Schaifers: Meyers Handbuch Weltall. 7. Auflage. Bibliographisches Institut, Mannheim 1994
- mit Hans-Peter Gail: Physics and chemistry of circumstellar dust shells, Cambridge University Press 2014